# Edward Steptoe Evans
Edward Steptoe Evans, né le 24 mai 1879 à Thaxton, Virginie, et mort le 6 septembre 1945 à Grosse Pointe Park, Détroit, Michigan, est est un homme d'affaires, inventeur, aviateur, voyageur, expert en logistique et capitaliste américain,. Evans, fut le président d'Evans Products Company qu'il a fondé. C'était dans les années 1950 jusqu'aux années 1980 l'une des 500 plus grosses compagnies industrielles des États-Unis.
E.S.Evans tient une place importante dans le parcours professionnel des designers Ray et Charles Eames ; pendant la Seconde Guerre mondiale, Ray et Charles Eames ont fondé une société qui a été incorporée par Evans Products en tant que Molded Plywood Division, pour produire des fournitures en contreplaqué moulé pour l'armée. Le premier mobilier des Eames a été produit par Evans Products jusqu'en 1949.
Evans est intronisé au Soaring Hall of Fame depuis 2002, qui reconnaît les personnes qui ont contribué à l'essor du vol à voile aux États-Unis.
L'Evans Glacier (en) en Antarctique porte son nom.
Ayant épousé Virginia Epps Mc Cormick en 1905, il est le père de deux jumeaux Edward Steptoe Evans Jr, et Robert Beverly Evans (en) (1906-1998) qui fut président de l'American Motors Corporation.

## Jeunesse
Fils de Mary Elizabeth Murrell (1857-) et Thomas Davis Evans Sr. (1849-1910), Edward S. Evans est l'aîné d'une fratrie de sept enfants. Son père fut éditeur du Daily Advance de Lynchburg en Virginie, quotidien qui sera détenu par le sénateur Carter Glass par la suite. Edward S. Evans fait ses études dans les écoles publiques de Lynchburg. Le Krach de 1893 a balayé les ressources familiales sauf une petite ferme dans le Maryland, et ils ont déménagé à Denver. Le jeune Ed a quitté l'école et commencé à travailler.
Evans partage avec Dale Carnegie, un départ modeste et une ascension importante. Ces deux là se sont rencontrés à une époque indéterminée, et à partir de 1948, dans les nombreuses rééditions de son ouvrage How to Stop Worrying and Start Living, et probablement dans beaucoup des conférences qu'il donna, Carnegie a illustré ses concepts de développement personnel par la narration de la prime jeunesse d'Evans ; l'histoire d'Evans commence invariablement de cette manière:

« The late Edward S. Evans of Detroit almost killed himself with worry before he learned that life "is in the living, in the tissue of every day and hour." Brought up in poverty, Edward Evans made his first money by selling newspapers »

Élevé dans la pauvreté, Evans a d'abord gagné de l'argent dans des petits boulots, vendant des journaux, puis travaillant comme commis d'épicier. Son père avait ouvert un petit magasin général à la périphérie de Denver. Mais cela n'a jamais été un succès et après quelques années, la famille est retournée dans le Maryland. Il est vite devenu évident qu'il y avait peu d'argent à gagner sur une petite ferme ; Evans a alors vendu son fusil de chasse pour 8 $ et est parti pour Washington. Il espérait y trouver un emploi de journaliste, mais il n'y a pas trouvé de débouchés. Il a alors persuadé le propriétaire d'épicerie, Alonzo Young de lui donner un emploi. Dans une histoire de boîtes de conserves de jus de palourde dont il s'était vu confier la vente, Evans prend conscience qu'il doit savoir plus que quiconque sur ce qu'il vend, et il commence à hanter la Bibliothèque du Congrès et à lire de tout sur une grande variété de sujets.
Plus tard, alors que sept personnes dépendent de lui pour leur subsistance, il obtient pendant trois ans un emploi d'assistant bibliothécaire à la Bibliothèque du Congrès ; pendant qu'il est à Washington, il étudie le droit et la sciences des bibliothèques à la Columbian University ; pendant les vacances il travaille sur des bateaux à bestiaux, des goélettes à charbon et chez des marchands côtiers. Puis arrive une offre de la State Library à Richmond, en Virginie : de 1904 à 1909 ; il devient bibliothécaire adjoint de l'État de Virginie et compile et publie trois ouvrages « Calendar of Virginia Transcripts in the London Record Office », « Encyclopedic Guide to Richmond, Virginia » (1907) et « Seals of Virginia »,, dont certains sont toujours publiés.
C'était une vie assez confortable. Mais Evans voulait récupérer la fortune familiale ; il avait besoin de plus d'argent que le travail de bibliothèque ne rapportait. Il démissionne donc et se lance dans l'immobilier où il parvient à percer: il se souvient de son expérience de l'épicerie de Denver et il étudie les propriétés, les localités, les prix et les tendances de l'immobilier sous tous les angles. L'argent commence à affluer: il se lance alors dans le secteur des placements, s'intéresse à une imprimerie et achète et exploite un hôtel. Il se marie, naissent des fils jumeaux, il a une belle maison, une automobile. Son revenu est supérieur à 20 000 $ par an. Puis tout s'effondre d'un coup ; une banque fait faillite et anéantit toutes ses réserves et affaires,.
Endetté nous dit Carnegie, il sombre alors dans une profonde dépression ; il s'abandonne alors à une mort annoncée, mais qui ne vient pas. Reprenant alors du poids, il parvient à retrouver le chemin du travail.
Il obtient un emploi à la Florida Woodenware Company à Palatka, où il s'était installé pour se rétablir de sa maladie, dans la vente de blocs à mettre derrière les roues des automobiles (des cales de roues, en anglais : chock block), permettant leur transport ferroviaire sécurisé,.

« I had learned my lesson now. No more worry for me-no more regret about what had happened in the past- no more dread of the future. I concentrated all my time, energy, and enthusiasm into selling those blocks. »

Ce que voulait démontrer Carnegie, l'ascension d'Evans fut alors ascendante.

## Dans l'Air Corps
Evans fut capitaine dans le Quartermasters Corp de l'armée américaine de 1918 à 1920 et plus tard lieutenant-colonel dans l'US Army Air Corps,.
Lorsque les États-Unis sont entrés dans la Seconde Guerre mondiale fin 1941, Evans fait partie des personnes vers lesquelles s'est tourné l'armée pour des questions relative au programme américain de planeurs de combat,. Dans les affaires Evans prendra l'habitude de se faire appeler Colonel Evans.

## Evans Products

Streamline Bus and Car-Evans. Harris & Ewing Collection. 1935. Bibliothèque du Congrès. Evans Auto-Railer. E.S.Evans debout penché à l'arrière.

Représentant de la Florida Woodenware Company, Evans se rendit à Détroit, dans le Michigan, pour intéresser les constructeurs automobiles à ce bloc de bois, qui permettait de maintenir les automobiles stables lorsqu'elles étaient chargées dans des wagons de marchandises pour expédition. Il perça dans le domaine, et il devint bien connu des constructeurs automobiles. Mais de nouvelles déconvenues, une concurrence accrue l'amenèrent à revoir sa position dans le domaine. Evans apporta des améliorations à la forme du bloc, et breveta le « Evans Block » en 1915, et commença à développer d'autres dispositifs et méthodes de contreventement, pour protéger les automobiles et autres véhicules en transit. En conséquence, il s'établit de manière durable dans le domaine unique du conditionnement, de l'emballage et du chargement des automobiles pour expédition. En 1918, il entra dans le Quartermasters Corp de l'armée américaine en tant que capitaine et, pendant le reste de la Première Guerre mondiale, fut chargé de la mise en caisse et du chargement des automobiles et des camions de l'armée, pour expédition outre-Atlantique. Au cours de cette période, il prépare un manuel : Rules for loading automobiles, trucks and trailers, qui a ensuite été adopté par l'armée et plus tard par l'American Railway Association comme pratique standard pour le chargement des véhicules. Evans est ensuite retourné à Détroit pour créer la E. S. Evans Company en 1919, qui est devenu la Evans Auto Loading Company en 1925, Michigan puis la Evans Products Company en 1931,. Cette société a fermé en 1985. C'était au XXe siècle l'une des sociétés les plus prospères des États-Unis,. La société Evans avait une réputation d'innovation et de diversification couvrant les domaines de la logistique, du bois et de l'acier, et d'autre domaine de l'industrie, pouvant en interne jusqu'à développer un Evans Auto-Railer, un autobus rail-route, en 1935.
Ayant subi une attaque en 1939, il fut par la suite secondé par ses fils dans ses affaires.
Le nom de Evans est aussi souvent associé dans la littérature, aux noms de Charles et Ray Eames, dans la mesure où ils furent associés pendant la Seconde Guerre mondiale à Evans Products, la Molded Plywood Division, pour produire des attelles de jambes. Les mobiliers produits et distribués par Evans Products, notamment dans leur usine de Coos Bay en Oregon, à partir du milieu de 1945, ont été les premières pièces conçues par les Eames à être produites en série,,,.

## Voyageur, aviateur et homme d'affaires
Evans avait de nombreux intérêts centrés sur l'aviation, l'exploration et l'invention.

### Expéditions de Wilkins

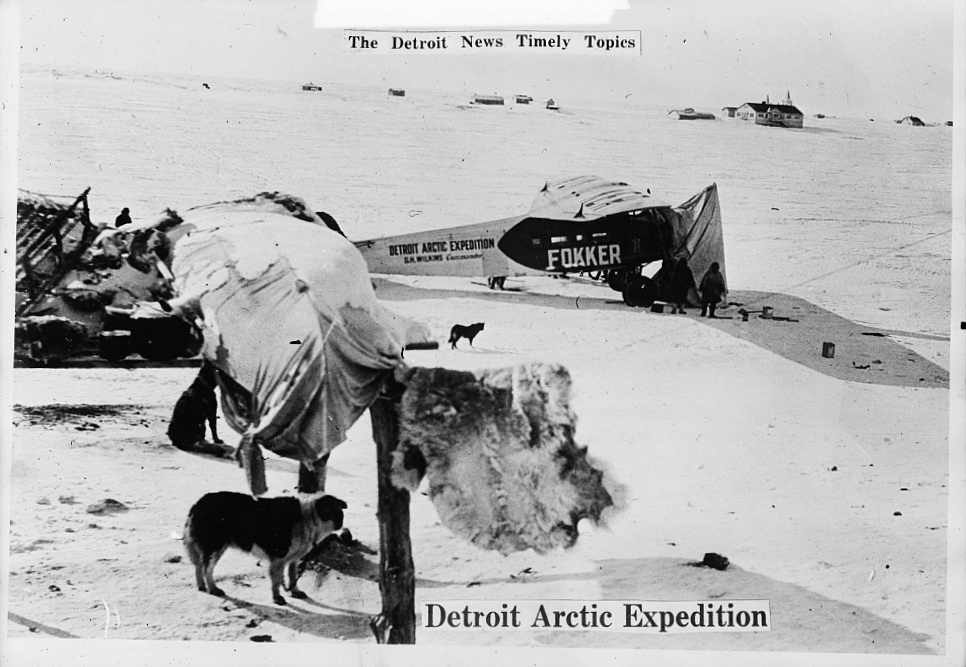
Hubert Wilkins Detroit arctic expedition 1926.

Il a été membre de la Société américaine de géographie, un des directeurs de l'expédition dans l'Arctique de Détroit de 1926 de Hubert Wilkins,, et sponsor de celle de 1927.

### Tour du monde
En 1926, en compagnie de Linton Wells (en), Edward S. Evans réalise une circumnavigation record en 28 jours, 14 heures et 36 minutes, en utilisant des transports aérien, terrestre et maritime,,, ; au cours de ce voyage, Evans effectue le premier vol de Moscou à Omsk en Russie. Le fils d'Evans, Edward, Jr, 20 ans précède le père autour du monde pour régler les formalités du voyage. Ils battent le record de John Henry Mears (en) de 1913. Cette culture pionnière de défi et d'aventure — qui, en fin de compte, verra aussi la première traversée de l'Atlantique par Charles Lindbergh — porte la marque des Roaring Twenties ; elle peut être aussi facilement associée à la franc-maçonnerie de cette époque, une certaine tradition de « Pioneer Masonic Aviators » ; Evans était de la loge Palestine No 357 de Détroit, aussi la loge maçonnique des Henry, Edsel Ford et Edward F. Schlee que l'on peut voir accompagner Evans à cette époque (Schlee en compagnie de William S. Brock (en) tentera de battre le record de Evans en 1927). Cette loge maçonnique s'enorgueillit d'avoir compté parmi ses rangs « des gars » qui « ont détenu de nombreux records de voyage et de vitesse ». D'extraction pauvre, une partie de la motivation d'Evans à faire le tour du monde avait été le désir de reconnaissance ; ce qu'un journaliste a appelé « une grande soif de dignité » ; il connaissait également la valeur de la publicité personnelle pour faire avancer ses intérêts commerciaux. Membre de la Société américaine de géographie, Evans avait en outre financé les expéditions d'autres : l'Evans Glacier (en) en Antarctique porte le nom de E.S.Evans, souvenir d'un vol transantarctique de Hubert Wilkins sponsorisé par Evans. C'était une période de croissance que l'on croyait illimitée, et les exploits des aviateurs, Amelia Earhart comprise, sponsorisés par les grandes sociétés, sont devenus le symboles de ce qu'on a appelé les Roaring Twenties, les années rugissantes ; et par la grâce « du plus grand héros de l'aviation contemporaine » Charles Lindbergh, le « symbole de son contraire ». Premier phénomène médiatique de l'histoire, le vol de Lindbergh a électrisé toute une génération ; et une partie de la jeunesse de cette époque a commencé à voler : les plus riches ont piloté des avions à moteur, et certains pour moins de 100 $, des planeurs de début moins chers,. Les fils de Evans sont de cette génération qui apprendra à voler sur des planeurs.
Le fils d'Evans, Edward, Jr, 20 ans en 1926, jette les bases du voyage autour du monde de son père, envoyé en avant-poste pour se charger des formalités administratives. En Russie, il relate qu'il aurait été emprisonné pendant cinq jours parce que son visa n'était pas réglementaire. Lorsqu'Evans et Wells sont arrivés à Victoria, en Colombie-Britannique, après avoir traversé le Pacifique en bateau, ils apprirent que l'avion qui devait les emmener de Seattle à New York s'était craché à Chicago. Parmi ceux à qui ils ont frénétiquement télégraphiés pour obtenir de l'aide, il y avait Edward Stinson (en) dont l'usine de Northville avait construit des avions de passagers pour les compagnies aériennes. Stinson a fait de son mieux pour les dépanner, mais c'est l'Army Air Service qui les a finalement amenés à New York le 14 juillet 1926 ; ils avaient parcouru 20 000 milles pour un coût de 32 000 $, et avaient utilisé presque tous les modes de transport, y compris bateau, train, automobile, avion et au Japon, un pousse-pousse. Ils ont été emmenés à l'hôtel de ville de New York pour recevoir les félicitations de Jimmy Walker. John Henry Meers était également présent, le producteur de théâtre dont ils ont battu le précédent record du tour du monde, et Vilhjalmur Stefansson, qui signera la préface du livre de Wells,.

### Detroit Aircraft Corporation
Evans a été président, administrateur et membre du comité exécutif de la Detroit Aircraft Corporation (DAC) qui incorpore neuf autres compagnies d'aviation dont Lockheed. Il était le principal actionnaire de cette société. Une des réalisations de la compagnie est le Detroit ZMC-2, le seul dirigeable à peau métallique jamais construit avec succès. En tant que président chez Lockheed il a été impliqué dans la mise en place du premier train d'atterrissage escamotable. La DAC a fourni le Lockheed "Sirius" de Lindbergh avec lequel il volera jusqu'au Japon en compagnie de Anne Morrow Lindbergh ; l'avion probablement sponsorisé par Evans est appelé dans certains cercle et probablement par Evans, « Evans Special » ou « the Evans ship »,, ; il a été appelé par les époux Lindbergh « Tingmissartoq », de l'eskimo pour « One who flies like a big bird », l'avion est exposé désormais à la Smithsonian Institution. L'avion sera par la suite produit en série.
Le 27 octobre 1931, des suites de la Grande dépression, la Detroit Aircraft Corporation a été mise sous séquestre.
Evans fut aussi président du Curtiss Flying Service du Michigan, trésorier et directeur des Stout-Detroit & Cleveland Air Services, administrateur et membre du comité exécutif de Northwest Airways, Inc. , administrateur des Bellanca Aircraft Corporation, Stinson Aircraft Corporation et Wings (en). Evans fut pionnier dans le transport aérien de passagers en tant que directeur de National Air Transport (en),.

### National Glider Association
Edward S. Evans fut fondateur de la National Glider Association (NGA) de Detroit et il demeura un passionné du vol à voile et de planeurs. Sous les auspices de Evans, ont été créés les deux premiers concours nationaux de vol à voile à Elmira (National Soaring Contests de 1930 et 1931). Ils étaient récompensés par le Edward S. Evans Trophy. Le prix a été attribué pour la dernière fois en 1946 (il est connu par la suite comme Richard C. du Pont Memorial Trophy).
Evans avait envoyé un de ses fils sur la Wasserkuppe en Allemagne pour apprendre le vol à voile. Dans la foulée, fut créé l'Evans Glider Club, qu'Evans a ensuite converti en National Glider Association.
William B. Mayo (en), chef de la division aviation (en) de la Ford Motor Company, a été élu président de la NGA pour l'année 1930 et Edward S. Evans, élu président honoraire à vie. William B. Mayo était aussi de la Detroit Aircraft Corporation, présidée par Evans.
Les difficultés financières résultant de la Grande Dépression provoquèrent, comme pour la DAC, la dissolution de la NGA en octobre 1931 (et la Soaring Society of America fut fondée en 1932).

### Programme de planeur de l'armée
Le 1er août 1929, Felix W. Pawlowski, directeur de la toute nouvelle NGA avait écrit au major général James Edmond Fechet (en), chef de l'Air Corps à Washington, invitant l'Air Corps à participer à la première rencontre de vol à voile à Elmira. Il l'a entretenu sur l'opportunité d'introduire des formations de vol à voile dans l'armée. La réponse de Fechet fut définitivement négative. Une directive ferme fut aussi émise par l'armée le 28 décembre 1931 stipulant que sauf sur autorisation spécifique du département de la guerre, il était interdit au personnel de l'armée de participer à toute forme de vol sur des avions autres que ceux appartenant au gouvernement, et il n'y avait pas de planeurs parmi ceux-ci. Lewin Barringer, directeur de la Soaring Society of America (SSA), à travers les colonnes de « Soaring Magazine », avait de même travaillé sans véritable succès à l'acceptation du vol à voile et à l'utilisation du planeur comme arme militaire par le gouvernement, comme le faisaient alors les Allemands et les Russes.
Lorsque les États-Unis sont entrés dans la Seconde Guerre mondiale fin 1941, la seule expérience de planeur aux États-Unis se trouvait donc dans le mouvement de vol à voile sportif, qui était soutenu par une très petite industrie du planeur, autour de clubs sportifs gérés par la SSA. L'armée avait démis de ses rangs le dernier personnel qualifié en planeur plusieurs décennies auparavant  ; alors qu'en mai 1940, l'Allemagne avait dans l'attaque du fort d'Eben-Emael en Belgique, montré la pertinence de l'usage de planeurs cargo dans des opérations de type Blitzkrieg. À partir d'avril 1941, lorsque l'Air Corps a vu la nécessité de créer un programme de planeurs militaires, l'armée s'est tournée vers le secteur civil pour fournir les connaissances permettant de faire revivre cet « art de la guerre » ; surtout après que le commandant de l'Air Corps, le général Henry Harley Arnold, ait donné le feu vert au développement de planeurs de troupes et à l'achat de planeurs d'entraînement,. Une commission conjointe de la Chambre et du Sénat fut créée afin d'encadrer le programme de planeur de l'Armée ; des personnalités liées au vol à voile y furent entendues y compris Evans, Lewin Barringer et Richard Chichester du Pont,. Plusieurs rencontres se font aussi entre Evans et Arnold, dont une au 12th Soaring Contest à Elmira, le 14 juillet 1941 ; le lieutenant général Arnold s'était déplacé pour prendre livraison des premiers planeurs d'entraînement de Schweizer Aircraft,. Une autre entrevue a lieu en octobre 1941 à l'occasion de laquelle Evans remet à Arnold, le Edward S. Evans Trophy, récompense habituelle du National Soaring Contest, qu'Evans avait décidé d'attribuer pour la contribution particulière individuelle de certaines personnes au développement des planeurs.
Autour d'avril 1942 (Soaring Magazine, mai-juin 1942), Evans visionnaire, devant le Traffic Club de Detroit, prononce un discours où il préconise l'emploi massif de planeurs de troupes pour une attaque du Japon : une armée de 200 000 hommes, avec du matériel léger et lourd, déposé en Sibérie, débarquée par 5 000 transporteurs aériens dont 3 750 seraient des planeurs. Le discours est prononcé pendant certains des jours les plus sombres de la marine américaine : à l'époque, les Uboots allemands parcouraient les mers presque sans encombre, torpillant les navires américains au large de la côte est ; ce qui les a amené à chercher dans les airs une protection contre les forces navales sous-marines et de surface. C'était avant la bataille de Midway en juin 1942. Esprit pratique, Evans voyait, dans le futur, des vaisseaux sans moteur jouant un rôle important dans le transport de marchandises, réduisant le tarif de fret à quatre cents[Quoi ?] par tonne-mile.

#### Bowlus Sailplanes
Décembre 1942 - janvier 1943 voit une participation croissante de Edward S. Evans dans le conseil d'administration de la Bowlus Sailplanes de Hawley Bowlus. Alors que cette entreprise avait du mal à démarrer, à la fin des années 1930, Albert C. Essig, publicitaire qui s'occupait de Douglas Aircraft, avait convaincu Donald W. Douglas de financer la toute jeune pousse. Finalement, la Bowlus Sailplane avait reçu le soutien de nombreuses sommités de l'aviation telles que Reuben H. Fleet (en) (Consolidated Aircraft), Al Menasco, Donald W. Douglas (Douglas Aircraft), Carl B. Squier (en) (Lockheed), Tom Wolfe (Western Air) et Glenn Martin. Spécifiquement, le conseil d'administration de la Bowlus Sailplanes en septembre 1941 était composé de la plupart de ces personnalités, formant probablement le conseil d'administration le plus parfait de l'histoire de l'aviation. Malgré le soutien de Donald Douglas, la Bowlus Sailplanes était restée une petite entreprise jusqu'à l'entrée de l'Amérique dans la Seconde Guerre mondiale. Janvier 1943, les magazines American Aviation et Aero Digest annoncent qu'Evans est rentré au conseil d'administration de la Bowlus Sailplanes,. Multipliant les communications, en décembre 1942, dans des interviews produites par Popular Mechanics et en janvier 1943 par Flying Magazine, Edward S. Evans fait la promotion de planeurs militaires et civils massifs de 90 mètres d'envergure,.
Lorsque les États-Unis sont entrés en guerre avec l'attaque de Pearl Harbor le 7 décembre 1941, un programme de planeur a émergé porté sur la Côte est porté par Lewin Barringer et Richard C. du Pont de la SSA, mais aussi porté par Bowlus sur la Côte ouest. Soutenu par Donald W. Douglas et par du Pont, et incidemment par le chef de l'Air Corps, Henry H. Arnold (Douglas et Arnold étaient amis), Bowlus a envoyé des plans pour un planeur de transport de troupes à Washington. En conséquence, un appel d'offres a été lancé par l'armée vers mars 1941 ; il en a résulté pour Bowlus des commandes pour des prototypes de planeurs de troupe de 7 et 15 places, les XCG-7 (en) et XCG-8 (en), ainsi qu'un planeur d'entraînement biplace, le TG-12 (en). Tout en proposant que la production en quantité des planeurs cargo soit entreprise par des sous-traitants dans le Midwest, William Bowlus s'est tourné vers son ami Donald Douglas pour construire les XCG-7 et XCG-8 qui seront construits à la division El Segundo de Douglas Aircraft. Bowlus avait les installations nécessaires pour construire les XTG-12 et TG-12A, mais n'avait pas les reins suffisamment solides pour entreprendre la fabrication des XCG-7 et XCG-8. Le XCG-7 a volé pour la première fois le 15 juillet 1942 ; mais à ce moment-là, l'exigence de l'USAAF pour les planeurs de troupes à neuf places avait été remplie par le Waco CG-3A, et le développement ultérieur du XCG-7 a été suspendu. Le prototype du TG-12 (en) (XBM-15) ne recevra pas de commande et le contrat sera annulé le 5 aout 1943. En août 1943, à la fin du projet de planeur d'entraînement, Hawley Bowlus a démissionné de la Bowlus Sailplanes; qui sera vendue en janvier 1944 à Laister-Kauffman ; Evans faisait toujours partie du conseil d'administration.

#### General Airborne Transport Company
En février 1942, Bowlus avait en outre commencé la conception et la construction d'un prototype (« flying flatcar »), un planeur à aile volante, ou corps portant inspiré des travaux de Vincent Burnelli. Un prototype demi-taille du planeur avait été achevé plus tard cette année-là, mais le projet arrêté par manque d'argent. En octobre 1942, Bowlus associé à Albert Criz avait relancé le projet et formé la General Airborne Transport Company (GAT ou GATC), dans un petit magasin autrefois utilisé comme atelier de nettoyage à sec ; juste assez grand pour que le planeur demi-taille qu'ils avaient construit puisse être installé latéralement. L'entreprise s'est alors lancée alors dans la construction d'un modèle grandeur nature, sur base d'une recommandation de Richard C. du Pont auprès du général Arnold. Par manque de place, Evans Products a repris la construction du planeur, été 1943, et produit les contreplaqués moulés du fuselage.
Le 25 août 1943, Richard du Pont, alors Special Assistant for the Glider Program, photos à l'appui a présenté le planeur au général Henry Harley Arnold, lui expliquant les circonstances dans lesquelles il avait été construit ; il a alors recommandé qu'il soit acheté comme approuvé commercialement comme pour le Douglas B-18 Bolo, dérivé du DC-3. Dick du Pont voyait un grand avenir pour le MC-1, pour des trains de planeurs transcontinentaux. Une semaine après sa rencontre avec Amold (autour du 1er septembre 1943) du Pont a de nouveau présenté le MC-I au général Oliver P. Echols, suggérant qu'un contrat soit passé par le Materiel Command (en) pour 1 000 planeurs, le contrat devant être administré par le ministère du Commerce. Une invasion aéroportée du Japon était toujours à l'étude, le MC-1 était plus robuste que le maladroit CG-4A de Waco qui n'aurait certainement pas pu être utilisé pour les vols longue portée au-dessus de l'eau de l'invasion du Japon (l'opération Downfall ne tenait pas compte du projet Manhattan, qui était alors un secret bien gardé).
Le premier prototype, le MC-1 a reçu une licence expérimentale de la Civil Aeronautics Administration, et des vols d'essai ont été autorisés ; d'abord pratiqués par Hawley Bowlus au Lockheed Air Terminal en Californie et par la suite, sur la recommandation de du Pont, à March Field, où le MC-1 arrive remorqué par un B-24, le 10 septembre 1943. Après plusieurs vols réussis, un essai improvisé avec un pilote non autorisé du programme de planeur, le 11 septembre 1943, s'est conclu par un crash mortel dans lequel périssent du Pont ainsi que trois autres occupants. Ce qui n'a pas empêché la construction d'un second prototype, le XCG-16 qui volera avec succès mais ne sera pas suivi d'une commande.
Il est difficile de déterminer si Evans Products participe à ce second prototype ; cependant l'expérience accumulée par la Molded Plywood Division dans la production des carénages du planeur incline à penser qu'ils ont au moins participé à ces postes. Bowlus a continué sur le projet jusqu'à sa fin. Le 2 novembre 1944, un comité d'évaluation de l'armée de l'air a déclaré le XCG-16, « inadapté sur le plan opérationnel et tactique »:
La mort Richard du Pont proche de celle de Lewin Barringer, deux champions de vol à voile, a eu une résonance sinistre aux États-Unis.

## Mort et succession
Le 6 septembre 1945, Edward S. Evans, Sr. est décédé d'une hémorragie cérébrale à l'âge de 65 ans à son domicile de Detroit. Ses fils jumeaux ont repris la direction de Evans Products. Edward Jr. a assumé la présidence et Robert la vice-présidence de l'entreprise. La mort soudaine de leur père les a forcés à assumer brusquement la direction d'une énorme société nationale aux multiples facettes et à assumer la transition d'une économie de guerre vers une économie de paix. Avant qu'il ne décède, les deux fils du Colonel, Edward S. Jr. et Robert B., s'étaient joints à lui pour diriger l'entreprise qui était désormais cotée au New York Stock Exchange. Les frères Evans ont perdu le contrôle de l'entreprise en 1961, lors d'une fusion orchestrée par Monford Orloff (en). Evans Products a été dissoute en 1983.

## Franc-maçonnerie
Evans était affilié à l'Église épiscopalienne des États-Unis. Il était aussi franc-maçon (32°, Knights Templar, Shriner) ; la National Cyclopaedia of American Biography renseigne un grand-père d'Evans qui fût Grand maître de la Grand Lodge of New York (en),. Après son voyage autour du monde, accompagné de Lynton Wells, Evans fut décoré (ceinture de coton et de soie) et reçu à un banquet donné par la loge Palestine 357 et la Detroit Aviation Society,.

## Hommages
- Lors de son vol trans-antarctique du 20 décembre 1928, Hubert Wilkins, a nommé une baie profonde de la Terre de Graham en Antarctique, « Evans Inlet » d'après Edward S. Evans. Wilkins voulait honorer quelques personnes ou choses qui avaient contribué au succès du vol. Un plateau observé depuis les airs a aussi été nommé Detroit Aviation Society Plateau du nom de la société qui avait aidé à l'organisation de son expédition[76], seule la forme abrégée « Detroit Plateau (en) » a été approuvée. L'Evans Inlet est désormais appelé Evans Glacier (en)[77].
- Edward S. Evans est intronisé depuis 2002 au Soaring Hall of Fame, qui reconnaît les personnes qui ont contribué à l'essor du vol à voile aux États-Unis[78].
- Carnegie évoque un « Evans Field » au Groenland, un terrain d'aviation nommé en son honneur, et la National Cyclopaedia of American Biography un Mt Evans qui serait un terrain d'aviation au Groenland nommé en son honneur ; les deux sont une approximation[7],[8]. Il s'agit d'Evans fjeld (montagne en norvégien) ou Mount Evans, une station météorologique, à côté de laquelle a été construit l'aéroport de Kangerlussuaq. William Hobbs de l'Université du Michigan avait exploité une station météorologique en 1927–28 ; le camp de base de soutien sur le site du port maritime actuel s'appelait Camp Lloyd ; la station se trouvait sur une montagne 80 miles plus à l'intérieur des terres à 1 200 pieds d'altitude. La montagne a été nommée le 13 juillet 1927 par l'équipe d'expédition d'après l'un de leurs sponsors. Une piste d'atterrissage en terre battue de 1 500 pieds de long à huit miles à l'est a été préparée pour les pilotes Bert Hassell et Parker Cramer pour leur vol de Rockford à Stockholm de 1928 ; elle ne servit jamais. L'aéroport Bluie West-8 a été fondé le 7 octobre 1941 par l'USAF[79],[80].
- Evans eut a gérer des milliers de membres du personnel ; particulièrement dans l'usine de Coos Bay, même avant la guerre, beaucoup d'employés étaient des femmes, appelées pendant la guerre « Lumber Jinneys », à rapprocher de « Lumber Jack » et en écho aux « Rosie the Riveter »[81],[14]. The Company by the Bay, le livre de Sandra Beebe sur Evans et Evans Products, traite principalement de ses opérations de Coos Bay en Oregon, du travail des bois et de l'usine, qui sont devenus l'épine dorsale économique de la région. C'est le « témoignage franchement admiratif et respectueux d'une ancienne employée, qui considérait Evans comme un industriel responsable, qui faisait preuve d'une grande sensibilité à la vie et aux besoins de ses employés, et dont la capacité à anticiper, à s'adapter et à planifier l'avenir assurait leur sécurité économique » : Les souvenirs des anciens employés de Coos Bay, des jours de pleine production de l'usine, et du traitement qu'Evans leur a réservé, sont encore si forts et positifs, que pendant plus de 30 ans après la fermeture définitive de l'exploitation de Coos Bay, ils tiennent un pique-nique d'entreprise annuel pour rappeler le bon vieux temps de la pleine production[82]. Une section de l'U.S. Route 101 près de l'ancien site de l'usine d'Evans Products Coos Bay, qui a a fermé ses portes au printemps 1962, a été désignée « Evans Boulevard », l'un des rares rappels de cette entreprise autrefois importante de Coos Bay[14].

## Publications
- Evans est l'auteur de l'article Gliding de la 14e édition de l'Encyclopædia Britannica de 1929–1932[83].
- (en) John Pendleton Kennedy, Edward Steptoe Evans et Henry W. Flournoy, Calendar of Transcripts, Creative Media Partners, LLC, 12 mars 2019, 704 p. (ISBN 978-0-530-95940-5, lire en ligne)
- (en) Edward S. Evans, « Moving an army by gliders », Joseph Colville, On quiet wings; a soaring anthology, Flagstaff, Ariz., Northland Press,‎ 1972, p. 157 (lire en ligne). Extrait de Soaring Magazine, mai, juin 1944.
- (en) Edward S. Evans, « Saving Millions by Better Loading », Manufacturing Industries, Ronald Press Company, vol. 6,‎ 1923 (lire en ligne)
- (en) Edward S. Evans, « The All-metal dirigible ZMC-2 », Aero Digest,‎ octobre 1929, p. 82-83-261 (lire en ligne)
- (en) Edward S. Evans, « Increasing payload by scientific cargo Loading », Aero Digest,‎ juillet 1942 (lire en ligne)
- (en) Edward S. Evans, « Full Payload for Victory », Western Aviation, Missiles, and Space, Western Aviation Magazine, vol. 22,‎ juillet 1942 (lire en ligne)
- (en) Edward S. Evans, « Air and Plastic », The Timberman, vol. 42,‎ 1942 (lire en ligne)
- (en) Edward S. Evans, « Evans Answers Glider Critics Forecasts Special Tug Planes », American Aviation,‎ décembre 1942 (lire en ligne)
- (en) Edward S. Evans, « The Age of Air », Popular Mechanics,‎ décembre 1942 (lire en ligne)
- (en) Edward S. Evans, « Airmada », Flying Magazine,‎ janvier 1943 (lire en ligne)